# Julio Barroso
Julio Alberto Barroso (San Martín, 16 de enero de 1985) es un exfutbolista profesional argentino, nacionalizado chileno que jugaba como defensa central y lateral por la derecha. 

## Trayectoria

### Argentina, España y Ñublense
Fue una de las figuras de la cantera de Argentinos Juniors y formó parte de la selección argentina sub-20 que ganó la Copa Mundial Juvenil 2005. A mediados de ese año fue traspasado a Boca Juniors, donde jugó un solo partido y fue expulsado.
Tras cesiones en Racing Club y Lorca Deportiva de España, durante 2006 y 2007, fue cedido a Estudiantes de la Plata, donde jugó hasta el Clausura 2008. En julio de 2008 regresó a Boca Juniors, tras el arribo de Adrián Gunino y la renovación del contrato de Hugo Ibarra, quedó fuera de la primera del equipo, viéndose obligando a ser suplente en la reserva y esperar alguna oportunidad para irse a jugar a otro equipo. Pero tras las lesiones de sus compañeros Claudio Morel Rodríguez, Julio César Cáceres, Ezequiel Muñoz y Hugo Ibarra, y las citaciones con sus selecciones de Gary Medel y Adrián Gunino, Julio volvió al primer equipo y fue al banco de suplente con la camiseta número 30. Entre septiembre de 2008 a marzo de 2010, Barroso solo disputó 15 partidos, mayoritariamente cuando el conjunto xeneize presentaba equipos alternativos, en mayo de 2010 y con 25 años dejó el equipo boquense en busca de más oportunidades.
En 2010 llegó a Ñublense de Chile en calidad de préstamo, y debido a sus buenas actuaciones jugando, el club de Chillán adquirió su pase en mayo de 2011.

### O'Higgins
En enero de 2012 es cedido a O'Higgins de Chile, equipo con el cual obtiene el subcampeonato en el Torneo de Apertura después de perder la final contra Universidad de Chile en penales, siendo elegido el mejor jugador del torneo en su puesto. Debido a esto, el club hace uso de la opción de compra al cuadro de Ñublense y firma con los celestes hasta diciembre de 2013.
Finalizando el año 2013, el jugador ganó con su club el Torneo de Apertura 2013 siendo esta la primera estrella en la historia de O'Higgins. En el torneo jugó los 18 partidos y marcó un gol en el partido que terminó 4:3 contra Rangers de Talca lo que alargó a una definición del título contra la Universidad Católica, el 10 de diciembre se jugó la definición en el Estadio Nacional Julio Martínez Prádanos y los rancagüinos se impusieron por 1-0 con gol de Pedro Pablo Hernández.

### Colo Colo

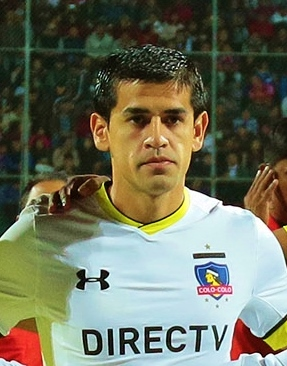
Barroso en su paso por Colo-Colo

El día 26 de diciembre de 2013, Barroso se transformó en el primer refuerzo de Colo-Colo de cara al Torneo Clausura 2014 por una cifra de 1,2 millones de dólares, firmando contrato por dos años y recibiendo un sueldo anual de 160,000 dólares. Y desde que se puso la camiseta alba, el "Almirante" ha convivido con el éxito y la polémica.
Debutó el 5 de enero de 2014 por la primera fecha del torneo en la victoria por 2-1 sobre Audax Italiano en el Estadio Monumental, empezando con el pie derecho en el Torneo de Clausura. El 14 de febrero anotó su primer gol con los albos en la victoria 3-1 sobre Rangers de Talca por la séptima fecha. El 13 de abril se coronaron campeones del campeonato local bajando la tan ansiada estrella 30 en el Estadio Monumental frente a Santiago Wanderers y con solitario gol de Felipe Flores.
Barroso fue pilar clave en el título de Colo Colo, jugando todos los partidos del Clausura 2014.
En agosto de 2014, se informó que la Federación de Fútbol de Chile se había acercado al jugador para representar a la selección chilena, pero se descubrió que no podía ser elegido debido a su participación en la Copa Mundial Juvenil de 2005 por Argentina. Durante el segundo semestre del 2014, Barroso declaró: "los torneos no se compran, se ganan", en alusión a una serie de hechos sobre la Universidad de Chile en los que el defensa argentino insinuó ayudas arbitrales al equipo azul. Esto le valió 6 fechas de suspensión.
El 2 de diciembre de 2015 se jugó la final de la Copa Chile y fue frente a su clásico rival la Universidad de Chile en el Estadio La Portada de La Serena, donde igualaron 1-1 tras 90 minutos, y en penales la U se consagró campeón en las narices de su archirrival por 5-3.
4 días después, el 6 de diciembre, Colo Colo jugó la definición del Apertura 2015 frente a Santiago Wanderers en el Estadio Elías Figueroa mientras que en simultáneo la Universidad Católica (el otro aspirante al título) enfrentaba a Audax Italiano en el Estadio Bicentenario Municipal de La Florida, los albos no jugaron su partido debido a una batalla campal que hubo entre los Panzers y la Garra Blanca, aun así los albos se consagraron campeones tras la sorpresiva derrota Católica por 1-0 ante Audax por 1-0.
En enero de 2016 Barroso renovó su contrato con los albos hasta 2018. En mayo del presente años lanzó duras críticas hacía el DT de ese entonces José Luis Sierra argumentando que: "puedes tener un mal partido, mala suerte, pero no puedes salir a jugar los partidos a planificar". Solo unas semanas después, Sierra renunciaría a la banca alba.
El 2 de octubre de 2016, se jugó el derbi número 180 del Superclásico entre Colo-Colo y Universidad de Chile en el Estadio Monumental, por la octava fecha del Torneo de Apertura. El cuadro albo venció al elenco universitario por 2 a 0, siendo Barroso el encargado de anotar el primer tanto del encuentro a los 27 minutos, tras conectar un tiro de esquina com un cabezazo. Sería el segundo gol para el defensor nacido en Argentina desde su llegada al club. Aquella tarde, Martín Rodríguez marcó el segundo y definitivo tanto para Colo-Colo. El 14 de diciembre, se disputó la final de la Copa Chile 2016, instancia en la que Colo-Colo se impuso con una contundente goleada por 4-0 a Everton de Viña del Mar en el Estadio Nacional Julio Martínez Pradanos.
El 23 de julio de 2017 jugaron la Supercopa de Chile 2017 contra Universidad Católica (Campeón del Apertura 2016) y Colo-Colo (Campeón de la Copa Chile 2016) en el Estadio Nacional Julio Martínez Pradanos, la cual ganaron por 4-1 con goles de Esteban Paredes (2), Andrés Vilches y Jaime Valdés coronándose además como el nuevo supercampeón del fútbol chileno y también recuperando confianzas de cara al Torneo de Transición 2017.
El 26 de noviembre por la Fecha 13 del Transición 2017, Colo Colo venció por 3-2 a Everton en un dramático partido, Barroso anotó el empate a uno al 18', de esta manera los albos quedaban a un paso de la estrella N°32 de su historia, luego en la #14 volvieron a ganar sufridamente por 3-2 a Curicó Unido y en la fecha final el 9 de diciembre golearon 3-0 a Huachipato en el Estadio Ester Roa Rebolledo con goles de Jaime Valdés, Octavio Rivero y Nicolás Orellana frente a 27 mil espectadores los albos se coronaron campeones del Transición 2017 en el sur del país con 33 puntos, 2 más que la Unión Española.
El 26 de enero de 2018 Colo-Colo goleo 3-0 a Santiago Wanderers en el Estadio Nacional por la Supercopa de Chile coronándose bicampeón del torneo. Siempre tuvo diferencias futbolísticas con Pablo Guede que quedaron plasmadas en más de una ocasión, aunque la más clara fue en abril de 2018, tras la histórica derrota 0-2 de local contra Delfín de Ecuador por la Copa Libertadores 2018, el estratega argentino presentó su renuncia a la dirigencia de Blanco y Negro, la que se iba a dar de forma pública el 6 de abril a las 7 de la tarde, pero tras una reunión con dirigentes y referentes del plantel hicieron que Guede pusiera marcha atrás. Luego hubo una rueda de prensa a las 9:30 PM, donde estuvo junto al presidente Aníbal Mosa y todo el plantel, el único ausente fue Barroso. Tras un duelo contra San Luis de Quillota por el Torneo Nacional 2018, Barroso no fue citado y escribió en su Twitter citando a Marcelo Bielsa: "Acepten la injusticia, traguen veneno, que todo al final se equilibra", tras el defensor fue cortado por Guede. Tras la salida de Guede y llegada de Héctor Tapia el defensor volvió ser considerado. Volviendo a lo futbolístico, los albos se clasificaron a octavos de final tras terminar segundos en el Grupo B, ahí dieron uno de los batacazos de la Copa al eliminar a Corinthians en Brasil y en cuartos cayeron contra Palmeiras por un inapelable 4-0 global.
A finales de 2018, renovó contrato por dos años más hasta 2020. En febrero de 2021 se confirmó su desvinculación del club albo, tras no renovar su contrato.

### Everton
En marzo de 2021, fue presentado como nuevo refuerzo de Everton, vistiendo su cuarta camiseta en Chile, donde se transforma en un importante referente del equipo y los hinchas, para luego de tres años con buenas campañas, anunciar su retiro del fútbol profesional firmando contrato un último año en el club, hasta fines del 2023.

## Selección nacional

### Selección juvenil
Se coronó campeón con la selección argentina sub-20 de la Copa Mundial de Fútbol Juvenil de 2005.
| Mundial           | Sede         | Resultado |
| ----------------- | ------------ | --------- |
| Copa Mundial 2005 | Países Bajos | Campeón   |

## Participaciones internacionales
| Club                              | Año  | Competencia                                             | Resultado                            |
| --------------------------------- | ---- | ------------------------------------------------------- | ------------------------------------ |
| Estudiantes de La Plata Argentina | 2007 | Copa Sudamericana                                       | Primera Fase                         |
| Boca Juniors Argentina            | 2008 | Copa Libertadores Copa Sudamericana Recopa Sudamericana | Semifinales Cuartos de final Campeón |
| O'Higgins · Chile                 | 2012 | Copa Sudamericana                                       | Primera Fase                         |
| Colo-Colo · Chile                 | 2015 | Copa Libertadores                                       | Fase de grupos                       |
| Colo-Colo · Chile                 | 2016 | Copa Libertadores                                       | Fase de grupos                       |
| Colo-Colo · Chile                 | 2017 | Copa Libertadores                                       | Segunda fase                         |
| Colo-Colo · Chile                 | 2018 | Copa Libertadores                                       | Cuartos de final                     |
| Colo-Colo · Chile                 | 2019 | Copa Sudamericana                                       | Primera Fase                         |

## Estadísticas

### Clubes
| Boca Juniors Argentina | 1.ª           | 2005-06       | 1   | 0  | —  | — | —  | — | 1   | 0  |
| Boca Juniors Argentina | 1.ª           | 2008-09       | 4   | 0  | —  | — | 4  | 0 | 8   | 0  |
| Boca Juniors Argentina | 1.ª           | 2009-10       | 7   | 0  | —  | — | —  | — | 7   | 0  |
| Boca Juniors Argentina | Total club    | Total club    | 12  | 0  | 0  | 0 | 4  | 0 | 16  | 0  |
| Racing Club Argentina | 1.ª           | 2005-06       | 12  | 0  | —  | — | —  | — | 12  | 0  |
| Racing Club Argentina | 1.ª           | 2006-07       | 9   | 0  | —  | — | —  | — | 9   | 0  |
| Racing Club Argentina | Total club    | Total club    | 21  | 0  | 0  | 0 | 0  | 0 | 21  | 0  |
| Lorca CF · España | 2.ª           | 2007          | 12  | 2  | —  | — | —  | — | 12  | 2  |
| Lorca CF · España | Total club    | Total club    | 12  | 2  | 0  | 0 | 0  | 0 | 12  | 2  |
| Estudiantes de La Plata Argentina | 1.ª           | 2007-08       | 8   | 1  | —  | — | 1  | 0 | 9   | 1  |
| Estudiantes de La Plata Argentina | Total club    | Total club    | 8   | 1  | 0  | 0 | 1  | 0 | 9   | 1  |
| Ñublense · Chile | 1.ª           | 2010          | 14  | 1  | 2  | 0 | —  | — | 16  | 1  |
| Ñublense · Chile | 1.ª           | 2011          | 30  | 0  | 5  | 0 | —  | — | 35  | 0  |
| Ñublense · Chile | Total club    | Total club    | 44  | 1  | 7  | 0 | 0  | 0 | 51  | 1  |
| O'Higgins · Chile | 1.ª           | 2012          | 37  | 1  | 4  | 0 | 2  | 0 | 43  | 1  |
| O'Higgins · Chile | 1.ª           | 2013          | 15  | 0  | 1  | 0 | —  | — | 16  | 0  |
| O'Higgins · Chile | 1.ª           | 2013-14       | 18  | 1  | 8  | 0 | —  | — | 26  | 1  |
| O'Higgins · Chile | Total club    | Total club    | 70  | 2  | 13 | 0 | 2  | 0 | 85  | 2  |
| Colo-Colo · Chile | 1.ª           | 2013-14       | 17  | 1  | —  | — | —  | — | 17  | 1  |
| Colo-Colo · Chile | 1.ª           | 2014-15       | 27  | 0  | 6  | 0 | 5  | 0 | 38  | 0  |
| Colo-Colo · Chile | 1.ª           | 2015-16       | 29  | 0  | 11 | 0 | 6  | 0 | 46  | 0  |
| Colo-Colo · Chile | 1.ª           | 2016-17       | 25  | 1  | 7  | 0 | 2  | 0 | 34  | 1  |
| Colo-Colo · Chile | 1.ª           | 2017          | 15  | 1  | 4  | 0 | —  | — | 19  | 1  |
| Colo-Colo · Chile | 1.ª           | 2018          | 11  | 0  | 1  | 0 | 7  | 0 | 19  | 0  |
| Colo-Colo · Chile | 1.ª           | 2019          | 16  | 2  | 6  | 0 | 2  | 0 | 22  | 2  |
| Colo-Colo · Chile | 1.ª           | 2020          | 23  | 0  | —  | — | 2  | 0 | 25  | 0  |
| Colo-Colo · Chile | Total club    | Total club    | 163 | 5  | 35 | 0 | 24 | 0 | 222 | 5  |
| Everton · Chile | 1.ª           | 2021          | 26  | 0  | 6  | 0 | —  | — | 32  | 0  |
| Everton · Chile | 1.ª           | 2022          | 27  | 0  | 1  | 0 | 3  | 0 | 31  | 0  |
| Everton · Chile | 1.ª           | 2023          | 22  | 0  | 1  | 0 | 1  | 0 | 24  | 0  |
| Everton · Chile | Total club    | Total club    | 75  | 0  | 8  | 0 | 4  | 0 | 87  | 0  |
| Total carrera | Total carrera | Total carrera | 405 | 11 | 63 | 0 | 35 | 0 | 503 | 11 |
| (1) Incluye datos de Copa Chile y Supercopa de Chile. (2) Incluye datos de Copa Sudamericana y Copa Libertadores. (3) No incluye goles en partidos amistosos. |               |               |     |    |    |   |    |   |     |    |

## Palmarés

### Campeonatos nacionales
| Título             | Equipo            | País      | Año    |
| ------------------ | ----------------- | --------- | ------ |
| Primera División   | C.A. Boca Juniors | Argentina | 2005-A |
| Primera División   | C.A. Boca Juniors | Argentina | 2008-A |
| Primera División   | C.D. O'Higgins    | Chile     | 2013-A |
| Primera División   | C.S.D. Colo-Colo  | Chile     | 2014-C |
| Primera División   | C.S.D. Colo-Colo  | Chile     | 2015-A |
| Copa Chile         | C.S.D. Colo-Colo  | Chile     | 2016   |
| Supercopa de Chile | C.S.D. Colo-Colo  | Chile     | 2017   |
| Primera División   | C.S.D. Colo-Colo  | Chile     | 2017-T |
| Supercopa de Chile | C.S.D. Colo-Colo  | Chile     | 2018   |
| Copa Chile         | C.S.D. Colo-Colo  | Chile     | 2019   |

### Campeonatos internacionales
| Título              | Equipo              | País      | Año  |
| ------------------- | ------------------- | --------- | ---- |
| Mundial Sub-20      | Selección Argentina | Argentina | 2005 |
| Recopa Sudamericana | C.A. Boca Juniors   | Argentina | 2008 |

### Distinciones individuales
| Distinción                                 | Año    |
| ------------------------------------------ | ------ |
| Parte del Equipo Ideal de El Gráfico Chile | 2012   |
| Parte del Equipo Ideal del SIFUP           | T-2013 |
| Parte del Equipo Ideal de El Gráfico Chile | 2013   |
| Medalla Santa Cruz de Triana               | 2014   |
| Parte del Equipo Ideal del SIFUP           | 2014   |
| Jugador del año SIFUP                      | 2014   |